# プリンス・セダン
プリンス・セダン（Prince Sedan）はたま自動車（のち、プリンス自動車工業を経て日産自動車）が1952年（昭和27年）3月から、1957年（昭和32年）4月まで製造・販売していた乗用車である。型式はAISH型。生産台数は3768台
耐久性を重視した前後固定車軸仕様ではあったが、1952年当時の日本製乗用車としては最大級の1,500ccエンジンを搭載した高級セダンとして開発され、電気自動車業界から転じたプリンスのガソリン車分野への地歩を築いたモデルである。なお、1956年（昭和31年）4月には、前輪独立懸架の「プリンス・セダン・スペシャル」（型式はAMSH型）も追加発売されている。

## 概要
電気自動車メーカーであったたま自動車が1952年3月、初のガソリン自動車として販売を開始。その年の皇太子明仁親王の立太子の礼にちなんで、同時発売のAFTF型トラックとともに「プリンス」を名乗った、1,500cc級の4ドアセダンである。
プリンス・セダンが発売されるまでに、旧立川飛行機の流れを汲むたま自動車では、終戦後のガソリン統制のために、各種電気自動車（たま電気自動車）を製造・販売してきた。ところが、1950年（昭和25年）6月25日勃発の朝鮮戦争により、連合国軍最高司令官総司令部（GHQ）によるガソリンの統制が解除され、比較的容易に購入できるようになり、逆にバッテリー原料の一つである鉛の価格が、最終的には約10倍に高騰。電気自動車は日本市場での優位性を喪失し、たま電気自動車ではガソリン・エンジン車の製造・販売に活路を見出すこととなった。その結果生まれたのが、このプリンス・セダン（AISH型）と、同時発売のプリンス・トラック（AFTF型）である。後に社名もプリンスを名乗るようになった。
乗用車専用設計のシャーシを新たに開発し、当時のヨーロッパ製乗用車に比肩するフルワイズタイプの3ボックス型セダンボディを架装。日本でも先例の少ないコラムシフト方式採用で6人乗りを実現、4段変速機は2速以上をシンクロナイザー付とした。1500ccエンジン開発・製造は旧中島飛行機系の富士精密工業に委託し、プジョー202（1938年発表）の1.2L・OHVをスケッチしてスケールアップさせたものを開発。シンクロメッシュトランスミッションは、コラム式のリンケージともヒルマンの方式を模倣した。
国産乗用車の市場で日産自動車が860cc・25PSのダットサン、トヨタ自動車工業が1000cc・27PSのトヨペットを主力商品としていた当時、プリンスは1500cc・45PSの性能で競合他社を圧した。この結果、トヨタは新型1,500cc級エンジン「R型」投入を急ぎ、日産・いすゞは国外メーカー提携による1000cc超の中型セダン国産化に邁進することになる。
当時のたま自動車の設計スタッフは僅か10名程度であり、技術課の課長は田中次郎、そしてその下で具体的にプリンス・セダンの設計を取りまとめたのは、課長代理の日村卓也である。なお日村は、桜井眞一郎がたま自動車に採用された時の直属上司である。
後継車種は1957年発売の初代スカイライン（ALSI型）である。

## 初代 SH型（1952年-1957年）
- 1950年（昭和25年）9月 - たま電気自動車と富士精密工業が自動車用ガソリンエンジン開発交渉を開始した。
  - 11月 - たま電気自動車と富士精密工業の間でエンジン開発交渉が成立した。
- 1951年（昭和26年）10月 - 富士精密工業は4気筒OHV1,500ccエンジン「FG4A型」完成、このエンジンは年々改良が加えられ、最終的には「G1型」と呼称されて1968年（昭和43年）まで、スカイライン等のプリンス車に使用された。
- 1952年（昭和27年）2月15日 - たま自動車、ガソリン乗用車AISH型試作車完成、試験走行もそこそこに、僅か8日後には運輸省の認証試験を受けた。しかも、試作2号車は後日東京工業大学に公用車として販売してしまう程の無謀さであった。このため量産化されてからはメインユーザーのタクシー業界から耐久性不足の不評を買うことになり、発売後も1954年頃まで様々な不具合対策に追われる。
  - 3月7日～9日 - 東京京橋のブリヂストンビルにて、プリンス・セダンAISH型とプリンス・トラックAFTF型の発表展示会開催。
  - 8月 - プリンス・セダンとトラック、富士登山キャンペーン。それぞれ2台ずつで河口湖のホテルを出発し、富士山五合目まで1時間20分、海抜2,400mまでの道なき道を踏破した
- 1953年（昭和28年）6月 - プリンス・セダンAISH-II型発売　全幅が1596mmから1655mmへ拡大。ボンネット先端にPマークのエンブレム装着
- 1954年（昭和29年）6月 - 皇太子にプリンス・セダンAISH-II型が献上された。
  - 11月 - プリンス・セダンAISH-III型発売
- 1955年（昭和30年）1月 - プリンス・セダンAISH-IV型発売　52馬力、フロントグリル、サイドモール形状変更
  - 10月 - プリンス・セダン・スタンダードAISH-V型発売　フロントグリル、サイドモール形状変更

- 1956年（昭和31年）3月 - 前輪ダブルウィッシュボーン式独立懸架のプリンス・セダン・スペシャルAMSH-I型発表。トヨペット・クラウンRSや、日産・オースチンA50ケンブリッジなど、前輪独立懸架装備・1,500cc級の新たな競合モデルが登場する中で、次世代モデルとなる初代スカイラインを発売するまでの対抗策、かつ前輪独立懸架の先行採用モデルとして発売された。
  - 12月 - プリンス・セダン・スペシャルAMSH-II型、プリンス・セダン・スタンダードAISH-VI型発売　60馬力、サイドモール形状変更

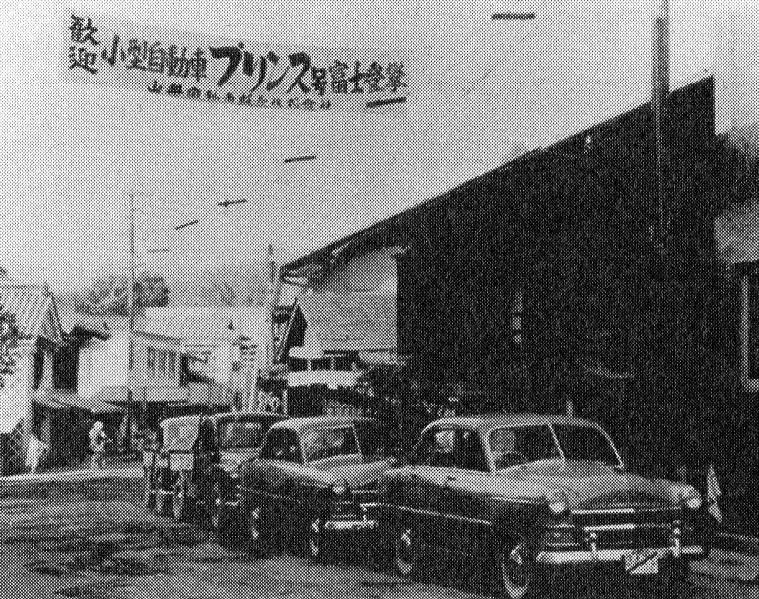
富士登山キャンペーン
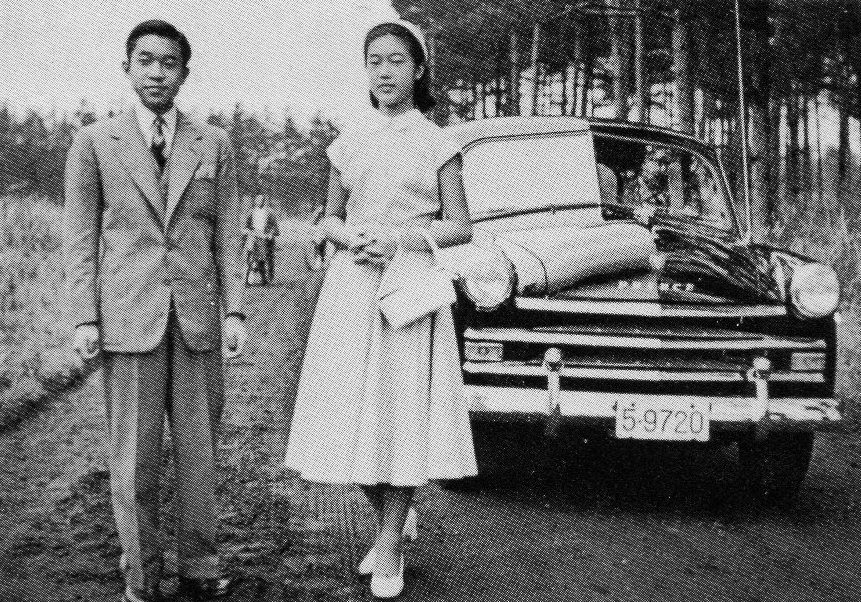
皇太子明仁親王と妹の清宮貴子内親王、皇太子のプリンス・セダンAISH-II型とともに
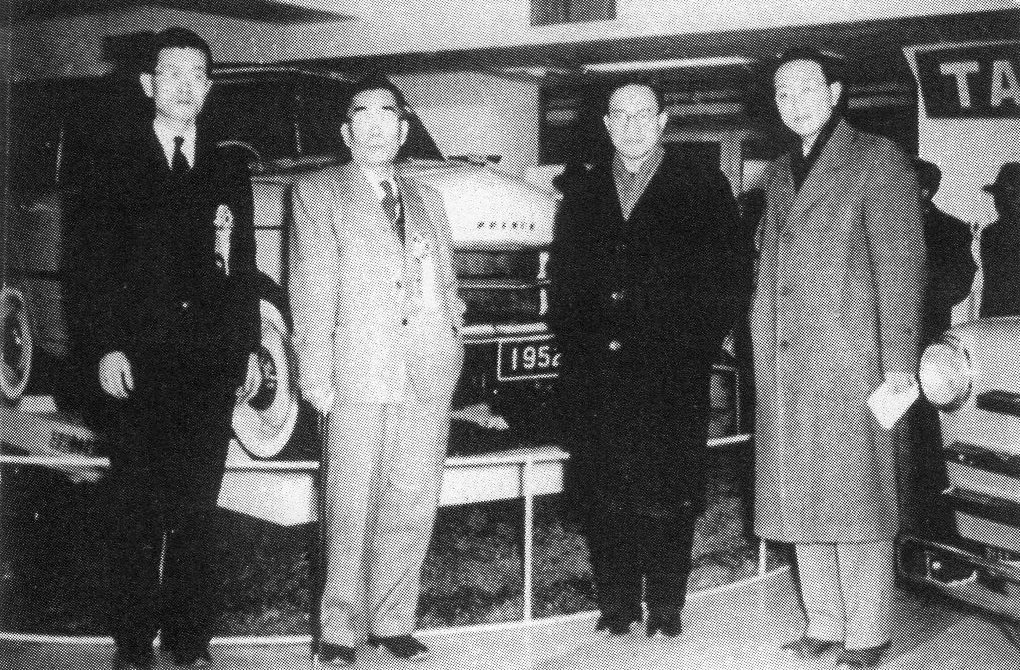
発表展示会

## 派生型

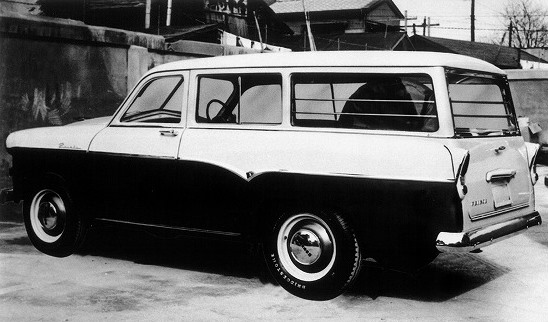
プリンス・コマーシャルバン（AIVE-II型）

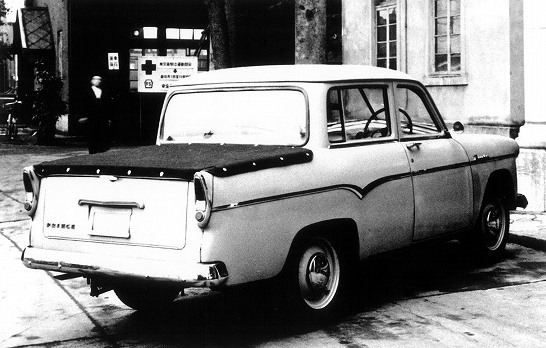
プリンス・コマーシャルピックアップ（AIPC-II型）

1956年（昭和31年）6月、プリンス・セダンを基にした商用車である、プリンス・コマーシャルバン（AIVE-I型）とプリンス・コマーシャルピックアップ（AIPC-I型）が発売された。
ここでの「ピックアップ」とは、日産のダットサン・トラックの車種の呼称と同様、前後2列の座席を持つトラックを指す、ダブルピックアップのことである。
これらは、それまで発売されていたプリンス・ライトバン（AFVB型）や、プリンス・ピックアップ（AFPB型）が、プリンス・トラック（AFTF型）を基にしたトラック・ベースの車両であるのとは違い、純然たる乗用車（セダンAISH型）ベースのライトバンとトラックである。
乗用車ベースの商用車としては、他社でもすでに日産自動車のダットサン110型セダンを基にしたダットサン・トラック120系（1955年=昭和30年1月発売）や、トヨタ自動車のトヨペット・マスター（RR型）を基にした初代トヨペット・マスターラインRR10系（1955年=昭和30年12月発売）が登場していた。

コマーシャルバンAIVE型と、コマーシャルピックアップAIPC型は、初代スカイラインALSI型の派生型で商用車版であるスカイウェイ・ライトバン（ALVG型）と、同じくピックアップ（ALPE型）に、1959年（昭和34年）4月に交代した。つまり、プリンスとしては、初代スカイラインALSI型が先代プリンス・セダンと交代してから2年間近く、乗用車ベースの商用車に限っては、プリンス・セダンを基にしたライトバンとピックアップが継続販売されていた事になる。よって、プリンス・セダン系列の車両は、延べ7年間の命脈を保ったことになる。

### 年譜
- 1956年（昭和31年）6月 コマーシャルバン AIVE-I型、コマーシャルピックアップAIPC-I発売　52馬力
  - 10月 - マイナーチェンジAIVE-II型、コマーシャルピックアップAIPC-II発売 60馬力　サイドモール（AISH-VIと同一）の形状へ変更

## 逸話

### コラムシフトのシャフト折れ多発と対策

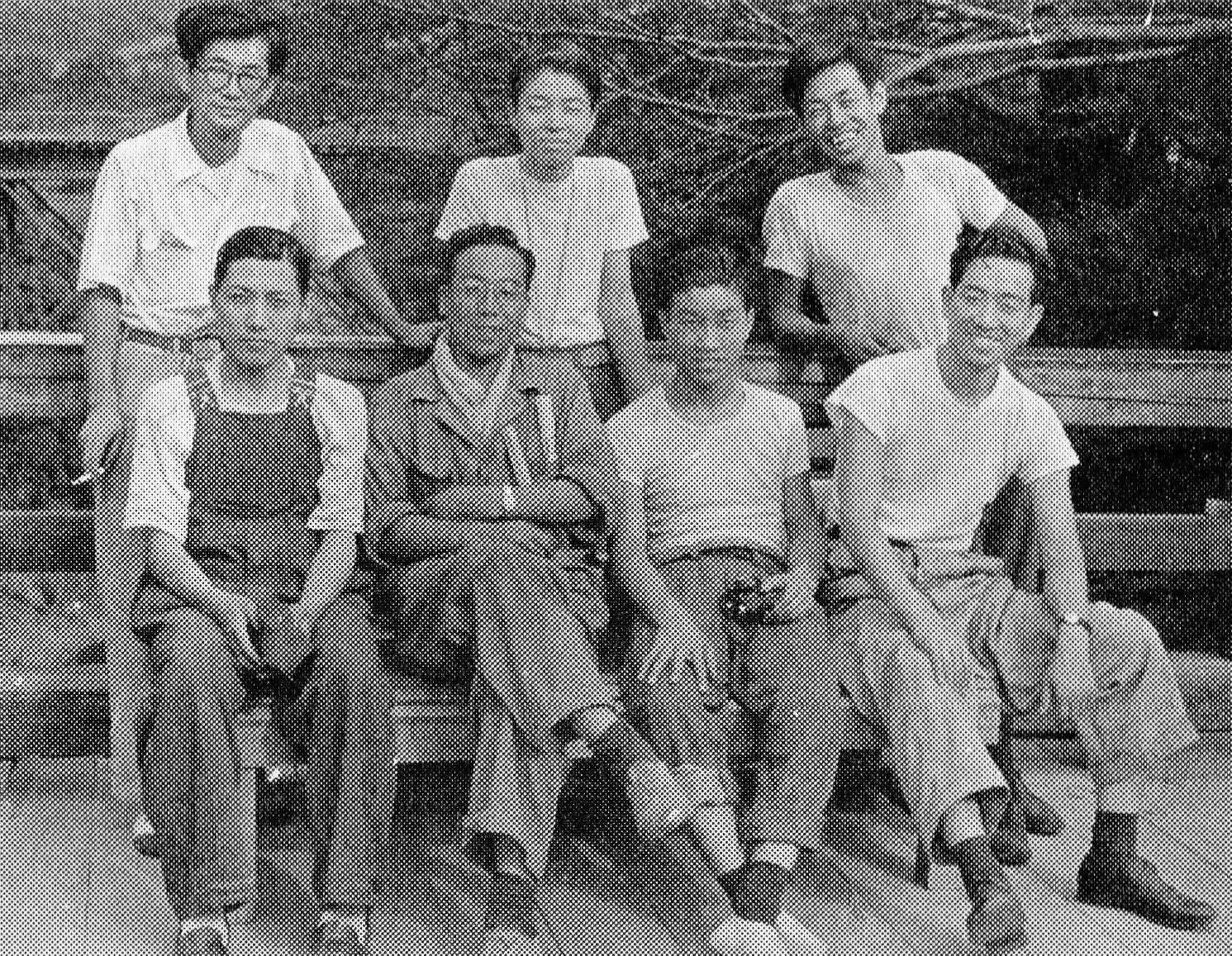
1954年（昭和29年）頃、プリンス自動車工業三鷹工場における設計課長日村卓也（後列左端）と、部下の桜井眞一郎（前列左から2人目）

1952年（昭和27年）10月、後にスカイラインの開発責任者となる桜井眞一郎がたま自動車に入社した際、最初に上司である日村卓也設計課長代理から命じられた仕事は、折れる不具合が多発していたプリンス・セダンのコラムシフトのシャフトの設計変更であった。
日村は「折れる原因は強度不足にあるので、シャフトを太くすればいい」と主張するが、新人の桜井は「細くしてしなりを持たせればいい」と主張し、両者は譲らなかった。上下関係が現在よりも厳格であった当時においては、課長代理と新人では当然後者が引き下がるべきところではあったが、桜井は自らの分析によって導き出した結論に自信を持っていたので、もし自分が間違っていたのならクビになってもいい、と開き直ることにし、細い対策品を作って試したところ、シャフト折れの不具合は止んだ。
これにより、元々桜井を「将来モノになるだろう」と踏んでいた日村は、ますます桜井を認めるようになったという。

桜井は生前、プリンス時代の最も尊敬する上司として、中川良一と日村の2名を挙げていた。

### タクシーの板ばねのゴム製ブッシュ破損多発と対策

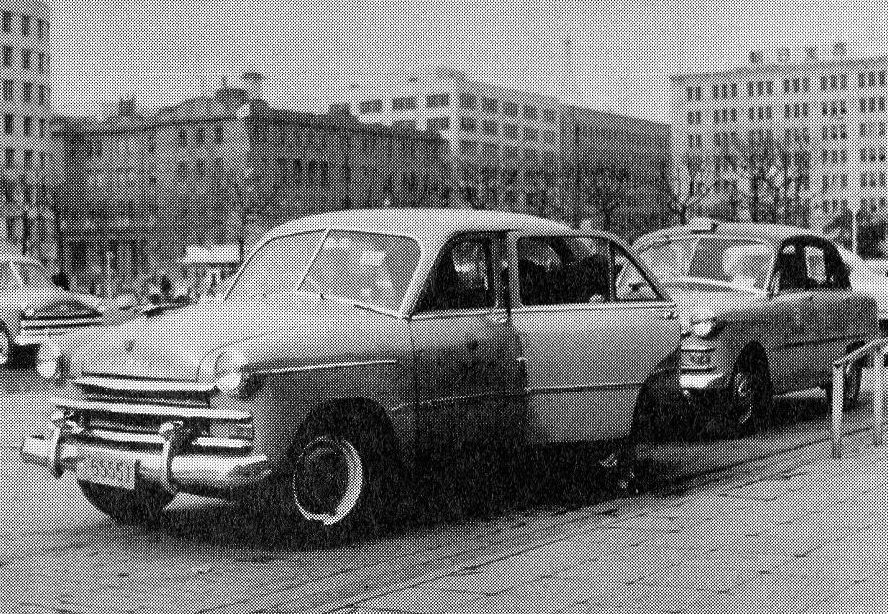
プリンス・セダンAISH型のタクシー車両群。

1952年（昭和27年）11月、日本交通が大量のプリンス・セダンを採用したが、サスペンションのばねのゴム製ブッシュ（たま/プリンスの会長の石橋正二郎が社主であったブリヂストン製）が破れるという不具合が多発した。入社後、日村からサスペンション担当を命じられていた桜井は、毎日のように市谷の日本交通のタクシーの溜まり場に行き、タクシーの運転手らに叱られながら部品交換を行っていた。
桜井は効率良くブッシュを抜く工具まで自作して対応したが、根本的な対策をするために自らゴムの勉強を開始した。三重県四日市市の東海護謨工業（後の東海ゴム工業、現在の住友理工）に毎月1回夜行列車で通い、同社の小林雄二という人物に話を持ちかけて2年間2人とも無報酬で研究した結果、破れないラバーブッシュを完成させ、自動車の防振技術に大きく寄与した。
当初、東海ゴムではブリヂストンに対する気兼ねがあったが、これを機にプリンスは東海ゴムにだけはゴム部品を発注できることになったという。